# Hans Nielsen (Politiker)
Hans Peter Henrik Julius Nielsen (* 25. Januar 1891 in Appat; † unbekannt) war ein grönländischer Kaufmann und Landesrat.

## Leben
Hans Nielsen war der Sohn des dänischen Handelsverwalters Søren Nielsen (1861–1932) und seiner Frau Dorthe Jacobine Petrine Susanne Pjetturson (1866–1943), einer halben Isländerin und Schwester des Landesrats Johannes Pjetursson (1869–1932). Seine Mutter beherbergte Polarforscher wie Knud Rasmussen und Peter Freuchen oder nähte Kleidung für Polarexpeditionen. Sein Bruder war Jens Nielsen (1887–?). Er war außerdem der Schwager des Landesrats Pavia Pollas (1885–?). Am 3. Oktober 1918 heiratete er in Tasiusaq Marie Pauline Birthe Danielsen (1901–1927), Tochter von Abel Nikolai Lars Jakob Danielsen (1874–?) und seiner Frau Debora Amalie Jakobine Wæver (1875–?). Aus dieser Ehe ging unter anderem der Sohn Ole Nielsen hervor. Nach ihrem Tod heiratete er in zweiter Ehe am 30. Juli 1927 in Tasiusaq Bodil Ane Kathrine Heilmann (1905–?), Tochter des Landesrats Tobias Heilmann (1873–1940) und seiner Frau Marie Susanne Vilhelmine Berthelsen (1873–1930).
Hans Nielsen wurde in Upernavik und Kangersuatsiaq zum Böttcher ausgebildet. Er lebte aber den größten Teil seines Lebens in Tasiusaq, wo er fortan in Handelsdiensten als Böttcher tätig war. Er folgte seinem Vater als Udstedsverwalter des Orts nach, was er bis zur Rente 1946 blieb. Von 1936 bis 1938 war er als Vertreter für Hendrik Olsen Mitglied des nordgrönländischen Landesrat.